# 里弗維尤鎮區 (北達科他州麥肯齊縣)
里弗維尤鎮區（英語：Riverview Township）是位於美國北達科他州麥肯齊縣的一個鎮區。

## 地方資料
里弗維尤鎮區的面積為158.66平方千米，當中陸地面積為113.59平方千米，而水域面積為45.07平方千米。根據2020年美國人口普查的數據，當地共有人口7人，而人口密度為每平方千米0.04人。